# Boris Arschakowitsch Arakelow
Boris Arschakowitsch Arakelow (russisch Борис Аршакович Аракелов; * 23. November 1938 in Leningrad; † 14. Dezember 2002 in Sankt Petersburg) war ein sowjetischer bzw. russischer Schauspieler und Synchronsprecher.

## Biografie
Arakelow war der Sohn des Eisenbahners Arschak Grigorjewitsch Arakelow (* 1905), der ihm Deutsch-Sowjetischen Krieg fiel. Die Mutter, eine Schneiderin, wurde kriegsbedingt mit ihrem Sohn in die Armenische SSR evakuiert, wo beide bis 1945 verblieben.
Schon als Schüler zeigte Arakelow Interesse fürs Theater und begann nach der Schule eine Ausbildung beim „Kirow“-Kulturhaus in Leningrad. Der ehemalige Stanislawskis-Zögling Fjodor Iwanowitsch Rasywajew war dort sein Lehrer. Ein bei Lenfilm tätiger Regieassistent wurde auf den Jugendlichen aufmerksam und verschaffte ihm seine Debütrolle in der Rybakow-Verfilmung Der geheimnisvolle Dolch (1954). Unmittelbar darauf folgten weitere Engagements. Von 1965 bis 1969 studierte Arakelow am Staatlichen Institut für Theaterkunst und trat danach wieder für Lenfilm vor die Kamera. Außerdem spielte er am Leningrader Theater der Kinodarsteller, gab Konzerte und wirkte als Synchronsprecher.
Obwohl bis zum Ende der Sowjetunion regelmäßig aktiv, waren Arakelows Rollen ab den 1970er Jahren kaum publikumswirksam. Als sein Lieblingsaengagement sah er selbst das Historiendrama Dauria (1972). Da es im postsowjetischen Russland kaum Rollenangebote gab, arbeitete Arakelow hauptberuflich als Feuerwehrmann und war nur noch selten im Film zu sehen.
Er starb 64-jährig an einem Schlaganfall und wurde auf dem Sankt Petersburger Südfriedhof beigesetzt.
Arakelow war mit der Krankenschwester Jewgenija Stepanowna Arakelowa verheiratet (1939–2003). Die gemeinsame Tochter Arina wurde stellvertretende Leiterin des Kinos Aurora in Sankt Petersburg.

## Filmografie (Auswahl)

### Schauspieler
- 1954: Der geheimnisvolle Dolch (Kortik)
- 1956: Viel Lärm um Maxim (Maxim Perepeliza)
- 1958: Flaggen auf den Türmen (Flagi na baschnjach)
- 1959: Die Journalistin (Nasch korrespondent)
- 1964: Tag des Glücks (Den stschastja)
- 1967: Aufruhr (Mjateschnaja sastawa)
- 1967: Vier Kapitel eines jungen Lebens (Tschetyre stranizy odnoi molodoi schisni)
- 1969: Zwischenspiel im Hinterland (Na woine kak na woine)
- 1972: Dauria
- 1974: Alte Wände (Staryje steny)
- 1977: Stepans Vermächtnis (Stepanowa pamjatka)
- 1977: Wie der dumme Iwanuschka das Wunder suchte (Kak Iwanuschka-duratschok sa tschudom chodil)
- 1982: Die Prinzessin mit der Eselshaut (Oslinaja schkura)
- 1983: Erwachen (Produschdenije)
- 1987: Das Märchen vom verliebten Maler (Skaska pro wljublennowo maljara)
- 1994: Russische Symphonie (Russkaja simfonija)

### Synchronsprecher
- 1964: Unter Geiern
- 1965: Das große Rennen rund um die Welt – für Peter Falk
- 1966: Eine Frage der Ehre – für Armando Malpede
- 1966: Wie ein Schrei im Wind
- 1967: Der Tag, an dem die Fische kamen – für Colin Blakely
- 1968: Balduin, der Heiratsmuffel – für Jean Lefebvre
- 1969: Zwei schweigsame Freunde (Silent Friends)
- 1970: Die schwarzen Engel (Tschernite angeli)
- 1971: Metskapten – für Margus Tuuling
- 1972: Auch die Engel essen Linsen (La belle affaire)
- 1974: Der lange Blonde mit den roten Haaren
- 1974: 67 Tage – Die Republik von Uzice (Uzicka Republika)
- 1975: Der Fall des toten Mannes (Případ mrtvého muže)
- 1976: Der weiße Dampfer (Bely parochod) – für Tschorobek Osmonowitsch Dumanajew
- 1976: Melnā vēža spīlēs – für Valentīns Skulme
- 1976: Mans draugs – nenopietns cilvēks – für Janis Paukstello
- 1977: Sterne in den Haaren, Tränen in den Augen (Swesdi w kossite, salsi w otschite)
- 1977: Der Richter, den sie Sheriff nannten
- 1977: Nach dem Preis des Todes frage die Toten (Surma hinda küsi surnutelt) – für Gediminas Girdvainis
- 1978: Die 39 Stufen – für Ronald Pickup
- 1979: Urlaub im Frühling (Wesennjaja putewka) – für Ilgonis Švika
- 1979: Im Bann des Kalifen
- 1979: Kramer gegen Kramer – für Bill Moor
- 1979: Hotel „Zum verunglückten Alpinisten“ – für Sulve Luik
- 1979: Killeny, der singende Hund (Mihail, cîine de circ) – für
- 1980: Der weite Ritt der gelben Rose – für Adrian Stefanescu
- 1980: Der Mann, der sich in Luft auflöste (Mannen som gick upp i rök)
- 1981: Darf ich Petruschka zu dir sagen?
- 1982: Nur keine Panik (Csak semmi pánik...) – für
- 1983: Vom tapferen Schmied
- 1999: Inspektor Gadget